# Marcel Guimbretière
Marcel Guimbretière (Les Sables-d'Olonne, 4 de diciembre de 1909 - París, 1 de octubre de 1970) fue un ciclista francés que fue profesional entre 1930 y 1948. Se especializó en las carreras de seis días.

## Palmarés
- 1930

1º en los Seis días de Chicago (con Alfred Letourneur)
- 1931

1º en los Seis días de Nueva York 1 (con Alfred Letourneur)
1º en los Seis días de Nueva York 2 (con Alfred Letourneur)
- 1932

1º en los Seis días de Berlín (con Paul Broccardo)
1º en los Seis días de Filadelfia (con Alfred Letourneur)
- 1933

1º en los Seis días de París (con Paul Broccardo)
- 1934

1º en los Seis días de Nueva York (con Paul Broccardo)
1º en los Seis días de Ámsterdam (con Paul Broccardo)
1º en los Seis días de Dortmund (con Paul Broccardo)
- 1935

1º en los Seis días de París (con Paul Broccardo)
- 1938

1º en los Seis días de Saint-Étienne (con Cor Wals)
1º en el Premio Dupré-Lapize (con Maurice Archambaud)